# Triviale Gruppe
Eine Gruppe in der Gruppentheorie ist trivial, wenn ihre Trägermenge genau ein Element enthält. Je zwei triviale Gruppen sind isomorph, die triviale Gruppe ist also bis auf Isomorphie eindeutig bestimmt. Jede Gruppe enthält die triviale Gruppe als Untergruppe.

## Definition
Eine Gruppe {\displaystyle (G,*)} ist trivial, wenn {\displaystyle G} eine einelementige Menge {\displaystyle G=\{e\}} ist.
Die Verknüpfung {\displaystyle *:G\times G\to G} ist notwendigerweise durch
{\displaystyle e*e=e}
gegeben und {\displaystyle e} ist das neutrale Element der Gruppe.

## Beispiele
Beispiele für triviale Gruppen sind:
- die triviale Gruppe der Addition {\displaystyle (\{0\},+)},
- die triviale Gruppe der Multiplikation {\displaystyle (\{1\},\cdot )},
- die triviale Gruppe der Komposition von Abbildungen {\displaystyle (\{\mathrm {id} \},\circ )}, wobei {\displaystyle \mathrm {id} :S\to S} die Identitätsabbildung auf einer beliebigen Menge {\displaystyle S} ist,
- die zyklische Gruppe {\displaystyle C_{1}} von Ordnung {\displaystyle 1},
- die symmetrische Gruppe {\displaystyle S_{1}} der Permutationen von {\displaystyle \{1\}},
- die alternierende Gruppe {\displaystyle A_{2}} der geraden Permutationen von {\displaystyle \{1,2\}}.

## Eigenschaften
- Alle trivialen Gruppen sind zueinander isomorph.
- Da die Gruppenoperation {\displaystyle \ast } kommutativ ist, ist die triviale Gruppe eine abelsche Gruppe.
- Die einzige Untergruppe der trivialen Gruppe ist die triviale Gruppe selbst.
- Die triviale Gruppe wird von der leeren Menge erzeugt: {\displaystyle \{e\}=\langle \emptyset \rangle }. Hierbei ergibt das leere Produkt nach üblicher Konvention das neutrale Element.
- Jede Gruppe enthält die triviale Gruppe und sich selbst als (triviale) Normalteiler. Die triviale Gruppe wird daher meistens nicht als einfache Gruppe angesehen.
- Für jede beliebige Gruppe {\displaystyle H} gibt es genau einen Gruppenhomomorphismus {\displaystyle H\to \{e\}} und genau einen Gruppenhomomorphismus {\displaystyle \{e\}\to H}. Das heißt, dass in der Kategorie der Gruppen Grp die triviale Gruppe ein Nullobjekt ist.